# Anguía
 Anguía es una localidad peruana, capital del distrito de Anguía, ubicado en la provincia de Chota, en el departamento de Cajamarca.

## Historia
Anguía fue fundado en la época colonial y tiene una riquísima historia. Adquirió la categoría de distrito en 1933, con su Ley de Creación N.º 7856. Está ubicada a 2450 m s. n. m.